# Štefan Uher
Štefan Uher (* 4. Juli 1930 in Prievidza, Tschechoslowakei, heute Slowakei; † 29. März 1993 in Bratislava, Slowakei) war ein slowakischer Filmregisseur, Drehbuchautor und einer der Mitbegründer der Tschechoslowakischen Neuen Welle.

## Lebenslauf
Uher wuchs in der Familie eines Metzger-Hilfsarbeiters auf und wurde mit 18 Jahren Mitglied der Kommunistischen Partei der Tschechoslowakei. 1950 begann er sein Studium an der FAMU in Prag im Fach Filmregie und schloss 1955 sein Studium dort ab.
Nach dem Studienabschluss arbeitete er zwischen 1955 und 1960 im Dokumentarfilmstudio (slowakisch Štúdio dokumentárnych filmov) in Bratislava. In dort gedrehten Filmen setzt sich Uher mit gesellschaftlichen und menschlichen Problemen kritisch auseinander. 1960 wechselte er in das Spielfilmstudio (slowakisch Štúdio hraných filmov), wo eine langjährige Zusammenarbeit mit dem Schriftsteller Alfonz Bednár und dem Kameramann Stanislav Szomolányi begann. Sein Spielfilmdebüt war der 1961 erschienene Film My z deviatej A, schon ein Jahr später folgte Slnko v sieti, der schon in der Atmosphäre der graduellen Liberalisierung des sozialistischen Regimes erschien. Kennzeichnend für Uhers Werke sind realistische Darstellung des Alltags und Mitverwendung der Umgangssprache und dialektalen Formen. 1964 kam der Film Organ heraus, ebenso wie Panna zázračnica im Jahre 1966 nach der Vorlage einer gleichnamigen Novelle von Dominik Tatarka.
Uher setzte sich mit der nach 1968 eingetretenen Normalisierung und verschärfter Zensur nur schwer auseinander. 1980 realisierte er zusammen mit Bednár und Szomolányi die vierteilige Miniserie Moje kone vrané über das Leben in Bratislava in den 1980er Jahren, gefolgt vom tragikomischen Spielfilm Sie weidete Pferde auf Beton im Jahr 1982, der sich mit zeitgenössischen Realien in der Ostslowakei beschäftigt. Der letzte Film, Správca skanzenu, erschien im Jahr 1989.
1989 wurde Uher zum nationalen Künstler gekürt. Er verstarb am 29. März 1993 in Bratislava.

## Filmographie (Auswahl)
Als Regisseur
- 1955: Učiteľka (Kurz-Dokumentarfilm)
- 1955: Stredoeurópský pohár (Kurz-Dokumentarfilm)
- 1956: Ľudia pod Vihorlatom (Kurz-Dokumentarfilm)
- 1958: Lodníci bez mora (Kurz-Dokumentarfilm)
- 1959: Očami kamery (Kurz-Dokumentarfilm)
- 1961: My z deviatej A
- 1962: Slnko v sieti
- 1964: Organ
- 1966: Panna zázračnica
- 1967: Drei Töchter (Tri dcéry)
- 1969: Génius
- 1971: Wenn ich ein Gewehr hätte (Keby som mal pušku)
- 1973: Das Tal (Dolina)
- 1974: Studené podnebie (Fernsehfilm)
- 1978: Penelope (Penelopa)
- 1978: Traum von goldenen Zeiten (Zlaté časy)
- 1979: Kamarátky
- 1980: Moje kone vrané (vierteilige Miniserie)
- 1982: Die Mahd der Habichtswiese (Kosenie jastrabej lúky)
- 1982: Sie weidete Pferde auf Beton (Pásla kone na betóne)
- 1986: Šiesta veta
- 1989: Správca skanzenu

Als Drehbuchautor
- 1973: Das Tal (Dolina)
- 1982: Sie weidete Pferde auf Beton (Pásla kone na betóne)
- 1986: Šiesta veta
- 1989: Správca skanzenu